# Portrait de Baldassare Castiglione
Pour les articles homonymes, voir Castiglione.
Le Portrait de Baldassare Castiglione est une peinture à l'huile sur toile de 82 × 67 cm réalisée par le peintre italien Raphaël.

## Histoire
Entre 1513 et 1516, Baldassare Castiglione se lia avec Raphaël, qui fit son portrait avec un soin très amical. Raphaël aurait peint deux portraits de son ami, en 1516 et en 1519 et c'est probablement ce dernier qui constitue celui du musée du Louvre. 
Ce portrait séjourna dans la collection du duc d'Urbino (1631) avant de rejoindre celle du cardinal de Mazarin et passa ensuite dans la collection de Louis XIV.

## Le sujet du portrait
Né en 1478 d’une très ancienne et très noble famille lombarde alliée aux Gonzague de Mantoue, après avoir vécu à Rome dans un milieu très cultivé, Baldassare Castiglione s’établit à la cour d'Urbino, qui était alors, au début du XVIe siècle, la plus raffinée d'Italie. C’est là que le grand seigneur rencontra le peintre, dont il parle dans son Livre du courtisan, un des livres les plus célèbres de la Renaissance italienne. Castiglione avait commencé sa carrière diplomatique par une mission en Angleterre, en 1506, mais c’est surtout comme représentant du duc d'Urbino auprès des papes Jules II, puis Léon X qu'il s'illustra.
Vers la fin de sa vie, il fut envoyé par Clément VII auprès de Charles Quint, qui le tenait en haute estime, et il mourut en Espagne. Ami de Raphaël, auteur du Livre du courtisan publié en 1528, le modèle est l'incarnation du gentilhomme accompli et parfait homme de cour décrit dans ce dernier ouvrage.
Harmonie du modèle, un des hommes les plus distingués physiquement, intellectuellement et moralement de son époque, harmonie de la couleur raffinée et du dessin élégant qui n’excluent pas la majesté de la silhouette et la puissance des noirs, ce portrait est peut-être, en même temps qu’un des plus beaux de Raphaël, l'effigie même de l'homme de la Renaissance, aboutissement d’une civilisation aristocratique qui a atteint sa perfection, aboutissement d’un art si accompli qu’il est devenu son propre idéal.

## Description
Le personnage est représenté en buste, assis, et en grandeur réelle, vu de trois-quarts tourné vers la gauche. Il regarde le spectateur, les mains jointes, coiffé d'un turban et d'un béret équipé d'une médaille. 
Le visage à la carnation discrète, accompagné des yeux bleus du modèle, est entouré du camaïeu de gris du pourpoint de velours noir avec ses manches de fourrure de petit gris, de la coiffe du béret et de la résille, la tache blanche de la chemise, le tout dégagé sur un  fond très neutre au dégradé léger, ombré à droite par le personnage.
Une légère bande noire termine les bords du tableau, entamant les mains entrecroisées.

## Analyse
La tenue, qu'on peut considérer comme hivernale, laisse supposer que le portrait a été peint pendant l'hiver 1514-1515 lorsque Castiglione se trouvait à Rome, chargé par le duc d'Urbin d'une ambassade auprès du pape Léon X.
En vêtements sombres et simple chemise blanche, le regard serein, Castiglione illustre son code de conduite : un gentilhomme doit porter des couleurs sobres et du linge impeccable, se conduire avec réserve, parler calmement et montrer son éducation par sa modestie et sa tenue irréprochable.
On peut aisément voir dans la composition une référence directe à La Joconde de Léonard de Vinci : têtes et épaules de trois-quarts, mains jointes, couleurs douces, expression impassible avec un soupçon de mouvement dans la bouche. Raphaël reconnaît sa dette envers Léonard de Vinci. À l'époque, celui-ci réside peut-être encore au Vatican, invité par le cardinal Jules de Médicis qui espère beaucoup de ce mécénat ; il est déçu car durant les trois ans que Vinci passe à Rome, celui-ci ne s'intéresse qu'à la science. Raphaël remplace le paysage fantastique de Vinci par un fond uni, qui correspond à la personnalité du modèle, mais aussi aux différences de style entre la première et la seconde décennie du siècle. Ce portrait inspirera à son tour Rubens et Rembrandt.

## Déplacement

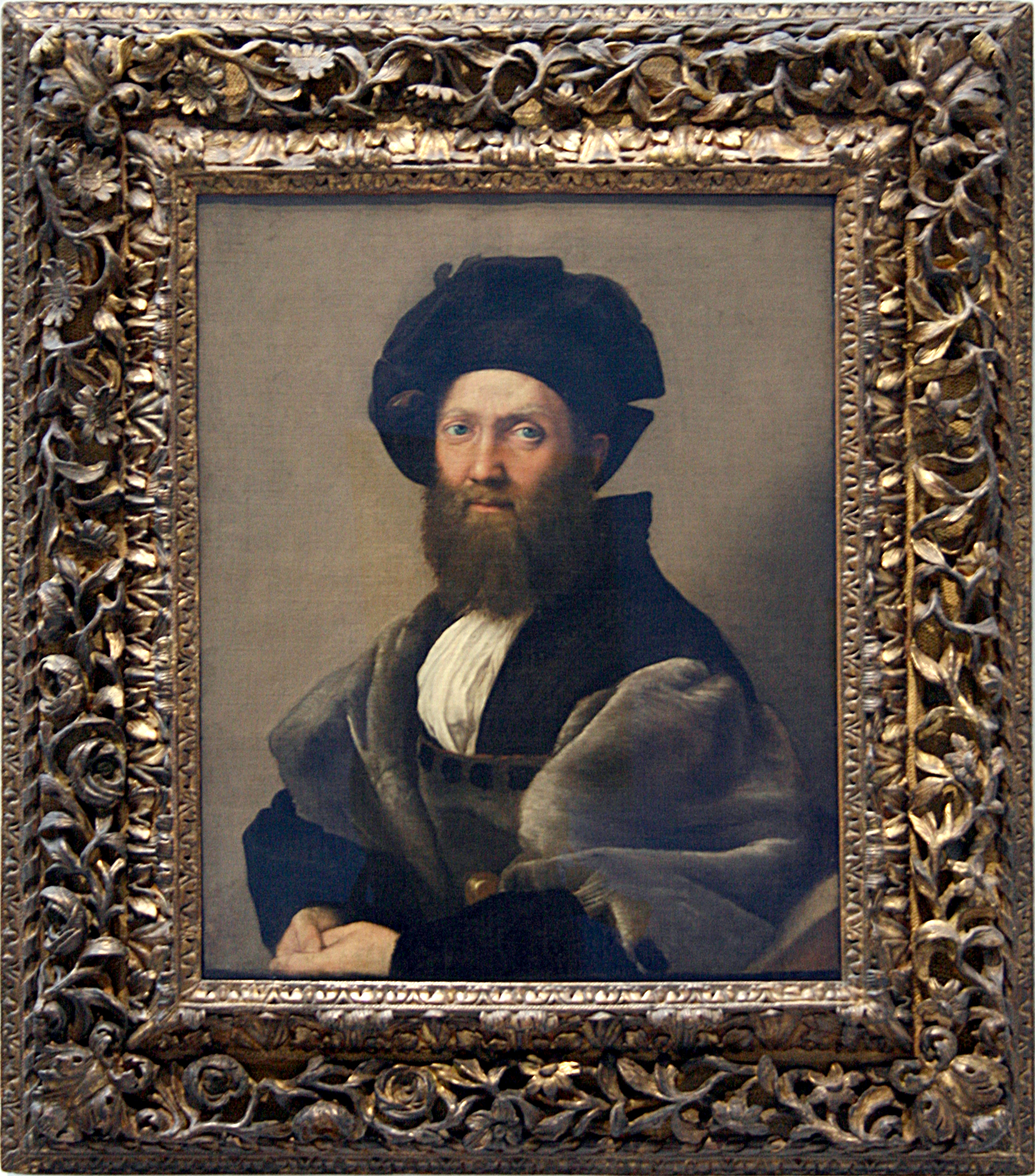
L'œuvre exposée au Louvre-Lens.

En décembre 1911, l'œuvre est déplacée pour remplir le « trou » et les quatre pitons laissés par le vol de La Joconde, l’absence de cette dernière semblant devoir durer alors que la presse et les badauds venant voir cet « exploit » se déchaînent : « Veni, Vidi, plus de Vinci », « comment trouvez-vous la surveillance du Louvre ? Homolle (Ôh molle) », rappelant la démission du directeur du Louvre Théophile Homolle responsable du défaut de surveillance.
L'œuvre a été présentée dans l'exposition La Galerie du temps au Louvre-Lens du 4 décembre 2012 au 4 décembre 2013, où elle constituait la pièce no 132,.

## Influence et postérité
Alors que les peintres de l'Âge d'or de la peinture néerlandaise cherchent à se démarquer de l'influence de la Renaissance italienne, Rembrandt s'inspire notamment de ce tableau de Raphaël pour réaliser « ce qui fut peut-être son autoportrait le plus ambitieux », l’Autoportrait à l'âge de 34 ans (1640, National Gallery), qu'il réalise au firmament de sa carrière. Il se présente en effet sûr de lui, adopte la même pose, le bras appuyé sur la balustrade en bois et vêtu selon la mode du XVIe siècle,.
Ce portrait est le sujet de Portrait de l'ami en homme de cour, d'Alain Jaubert, un épisode de la série télévisuelle Palettes (1995).
Le tableau fait partie du musée imaginaire de l'historien français Paul Veyne, qui le décrit dans son ouvrage justement intitulé Mon musée imaginaire.